# Прегольская ТЭС
Прегольская ТЭС — теплоэлектростанция в Калининградской области мощностью 463,063 МВт. Введена в эксплуатацию 6 марта 2019 года. Стоимость проекта составила 36 млрд рублей. Прегольская ТЭС является самой мощной электростанцией новой генерации в области на данный момент.

## Место в энергетике региона
Станция построена в рамках комплекса мер по обеспечению энергобезопасности Калининградской области, который реализуется по поручению президента России и в соответствии с распоряжениями правительства РФ. Серьезной предпосылкой для создания автономной энергосистемы в Калининградской области явилось решение Литвы и прочих стран Балтии о выходе из энергокольца БРЭЛЛ с последующей синхронизацией сетей с ЕС, что могло бы повлечь за собой изоляцию Калинградской энергосистемы от Единой энергетической системы России. Таким образом правительством России был инициирован комплекс мероприятий для обеспечения автономной работы энергосистемы при данном сценарии.
Прегольская ТЭС создавалась как одна из четырех станций в рамках крупнейшего инвестиционного проекта общей стоимостью около 100 млрд рублей, реализуемого компанией «Калининградская генерация» (совместное предприятие АО «Роснефтегаз» и ПАО «Интер РАО»).

## История
Строительство ТЭС началось в июле 2016 года и завершилось на 2 месяца ранее установленных сроков. Впервые в истории энергостроительства России сооружение всех четырех блоков ТЭС велось параллельно.
На открытии Прегольской электростанции присутствовали вице-премьер Дмитрий Козак, министр энергетики Александр Новак, губернатор Калининградской области Антон Алиханов, председатель правления ПАО «Интер РАО» Борис Ковальчук.
«С вводом Прегольской ТЭС регион получил большой запас мощности и реальные возможности для экономического развития, — отметил Ковальчук. — Новые газовые электростанции значительно повысили надёжность и манёвренность калининградской энергосистемы. Полную энергонезависимость область обретёт после завершения строительства резервной Приморской ТЭС».
Процесс обновления Калининградской энергосистемы в целом сопровождается комплексной модернизацией газотранспортной системы и электросетевого хозяйства с применением технологии «умных сетей», позволяющей автоматически повышать эффективность производства и распределения электроэнергии.

## Технические характеристики
Прегольская ТЭС состоит из четырёх парогазовых блоков мощностью 113,8 МВт каждый. Один блок включает в себя в себя газовую турбину, генератор, паровую турбину и котёл-утилизатор. Станция имеет опцию работать в базовом и пиковом режимах. Также на объекте для охлаждения воды в оборотной системе охлаждения основного и вспомогательного оборудования применяются сухие вентиляторные градирни.
Основным топливом для станции является природный газ, а аварийным — дизельное топливо. Электрический КПД составляет 51,8 %, удельный расход условного топлива на отпуск электроэнергии составляет 260 грамм на 1 кВт·ч.
При строительстве применялись экологичные технологии и решения, которые позволяют снизить уровень вредных выбросов в атмосферу.

## Оборудование
Основное оборудование каждого блока Прегольской ТЭС включает в себя газовую турбину типа 6F.03 производства ООО «Русские газовые турбины» (г. Рыбинск, Ярославская область), генератор (НПО «Элсиб», г. Новосибирск), паровую турбину (ПАО «Силовые машины», г. Калуга) и котёл-утилизатор (АО ЗиО «Подольский машиностроительный завод», г. Подольск, Московская область). Основное оборудование станции на 100 % состоит из компонентов российского производства.